# 磅德拉县
磅德拉县，又名磅咋叻县，是柬埔寨贡布省的一个县。
此县距离越南边境不远。此地是赤颈鹤的栖息地，被列为重点鸟区。